# Eulaira kaiba
Eulaira kaiba är en spindelart som beskrevs av Chamberlin 1948. Eulaira kaiba ingår i släktet Eulaira och familjen täckvävarspindlar. Inga underarter finns listade i Catalogue of Life.